# Mauro Piacenza
Mauro Piacenza (ur. 15 września 1944 w Genui) – włoski duchowny rzymskokatolicki, doktor prawa kanonicznego, arcybiskup, przewodniczący Papieskiej Komisji ds. Dziedzictwa Kulturowego Kościoła w latach 2003–2007, przewodniczący Papieskiej Komisji ds. Archeologii Sakralnej w latach 2004–2007, sekretarz Kongregacji ds. Duchowieństwa w latach 2007–2010, prefekt Kongregacji ds. Duchowieństwa w latach 2010–2013, kardynał od 2010 (najpierw w stopniu diakona, w 2021 promowany do stopnia prezbitera), penitencjariusz większy w latach 2013–2024.

## Życiorys
Święcenia prezbiteriatu przyjął 21 grudnia 1969, jego głównym konsekratorem był kardynał Giuseppe Siri. Został kapłanem archidiecezji Genui i początkowo pracował jako wikariusz w parafiach. Następnie został asystentem kościelnym przy Università degli Studi di Genova, najważniejszej genueńskiej uczelni wyższej, w której sam również wykładał prawo kanoniczne. W 1986 otrzymał godność kanonika. W 1990 został przeniesiony do pracy w Watykanie (Kongregacji ds. Duchowieństwa).
Dziesięć lat później wszedł w skład kierownictwa Kongregacji jako jej podsekretarz. 13 października 2003 papież Jan Paweł II mianował go przewodniczącym Papieskiej Komisji ds. Dziedzictwa Kulturowego Kościoła. W związku z tą nominacją 15 listopada 2003 został wyświęcony na biskupa i otrzymał stolicę tytularną Victoriana. Sakry udzielił mu kardynał Tarcisio Bertone. W sierpniu 2004 stanął na czele Papieskiej Komisji ds. Archeologii, a w 2007 powrócił do Kongregacji ds. Duchowieństwa jako jej sekretarz (w związku z tym został jednocześnie wyniesiony do godności arcybiskupa). 7 października 2010 objął najwyższe stanowisko w Kongregacji – jej prefekta. 20 października 2010 papież Benedykt XVI ogłosił jego nominację kardynalską, zaś miesiąc później kreował go kardynałem-diakonem San Paolo alle Tre Fontane. 21 września 2013 został mianowany przez papieża Franciszka penitencjariuszem większym, natomiast 6 kwietnia 2024 papież przyjął jego rezygnację w związku z osiągnięciem wieku emerytalnego.
Brał udział w konklawe 2013, które wybrało papieża Franciszka.
3 maja 2021 podniesiony przez papieża Franciszka do rangi kardynała prezbitera z zachowaniem tytułu na zasadzie pro hac vice. 15 września 2024 z racji osiągnięcia 80 roku życia utracił prawo do udziału w konklawe.